# Jungiella aquatica
Jungiella aquatica är en tvåvingeart som beskrevs av Jezek 1983. Jungiella aquatica ingår i släktet Jungiella och familjen fjärilsmyggor. Inga underarter finns listade i Catalogue of Life.